# Living Loving Maid (песня Led Zeppelin)
Living Loving Maid (She’s Just a Woman) (с англ. — «Любящая девица (она просто женщина)») — шестая песня со второго альбома Led Zeppelin II, выпущенного британской рок-группой Led Zeppelin в 1969 году. Эта песня была издана как сингл в Японии, а также вышла на стороне Б сингла Whole Lotta Love в США.

## История
Песни подобного рода рассматривались группой как некий альбомный «наполнитель». Во время записи этой Джимми Пейдж играл на электрогитаре «Телекастер» фирмы «Фендер». По слухам, песня посвящена одной из групи — настойчивой поклоннице с Западного побережья США, сопровождавшей музыкантов в их ранних гастролях.
Эта энергичная «забойная» композиция пришлась по вкусу слушателям и часто передавалась по радио; когда заглавная песня Whole Lotta Love альбома Led Zeppelin II закончила своё шествие по чартам, на первый план вышла «Просто женщина…» и в «горячей сотне» журнала «Биллборд» заняла 65-е место, а в списках японской компании Oricon — 93-е место. На ФМ-радиостанциях США песня стала фаворитом и часто исполнялась в паре с песней Heartbreaker, которая на диске шла непосредственно перед «Просто женщиной…» и её короткая вокальная концовка ритмически предваряла следующую песню.

## Исполнение
Несмотря на популярность песни у поклонников, самим музыкантам «Лед Зеппелин» песня не нравилась настолько, что они никогда не исполняли её на гастролях; исключение составили два момента: в Гамбурге в марте 1970 года Плант намекнул на её существование, пропев первую строчку в хите Heartbreaker и спел эту строчку также в лондонском Эрлс Корте 24 мая 1975 года. Вспоминая второй момент, Плант заявил:

«Мы не имели в виду, что будем петь что-то „клёвое“ вроде „С малиновым зонтиком и шляпой за 50 центов“… нет, ничего подобного!»Оригинальный текст (англ.)We don't just mean we're gonna groove around on anything that could be groovy like 'With a purple umbrella and a 50 cent hat' no ... none of that!
.
Однако в 1990 году Роберт Плант включил эту песню в свой сольный тур «Manic Nirvana» по Великобритании и США, исполняя её на бис в манере группы «Бич Бойз».